# Erich Naumann

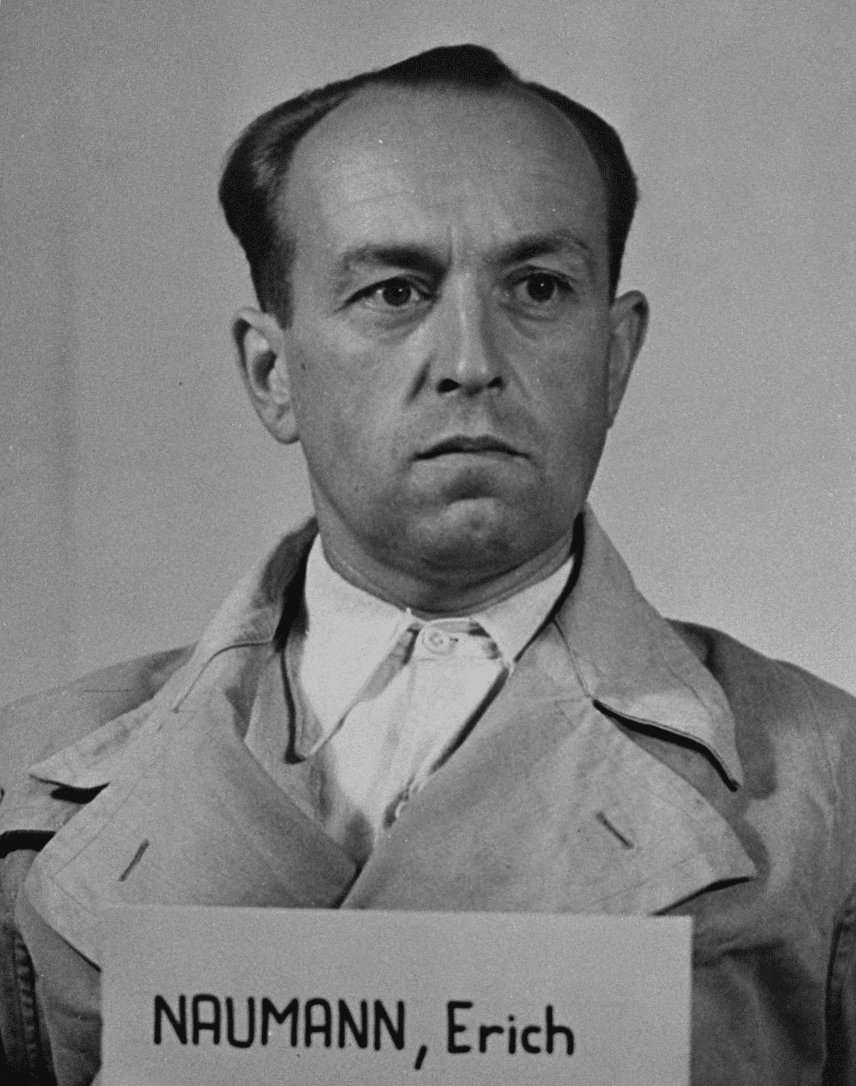
Erich Naumann beim Einsatzgruppen-Prozess

Erich Naumann (* 29. April 1905 in Meißen; † 7. Juni 1951 in Landsberg am Lech) war ein deutscher SS-Brigadeführer und Generalmajor der Polizei, SD-Oberabschnittsführer, vom November 1941 bis März 1943 Chef der Einsatzgruppe B, die für den Massenmord im Bereich der Heeresgruppe Mitte zuständig war. Er wurde im Nürnberger Einsatzgruppen-Prozess 1948 verurteilt und als Kriegsverbrecher 1951 hingerichtet.

## Leben
Nach dem Schulbesuch an der mittleren Bürgerschule in Meißen begann Naumann 1921 eine kaufmännische Lehre. Er war danach als kaufmännischer Angestellter tätig und verließ im Oktober 1933 die Firma als Prokurist.
Zum 1. November 1929 trat er der NSDAP bei (Mitgliedsnummer 170.257). Anfang Februar 1930 trat er der SA bei und wurde für diese ab Mitte November 1933 in Dresden hauptamtlich tätig. Zunächst war er als Führer des SA-Hochschulamts, obwohl er weder Student war noch über eine Hochschulausbildung verfügte und ab August 1934 als Hochschulverbindungsführer beim Leiter des SA-Ausbildungswesens. Bei der SA stieg er bis 1935 zum SA-Obersturmbannführer auf.
Ein Jahr nach dem sogenannten „Röhm-Putsch“ wechselte er zum 1. Juli 1935 von der SA zur SS (SS-Nummer 107.496) und wurde umgehend hauptamtlicher SS-Führer. Zeitgleich begann seine Mitarbeit im Sicherheitsdienst der NSDAP. Naumann wurde hier Abteilungsleiter im Amt III des SD-Hauptamtes unter Heinz Jost und bekleidete diese Funktion bis Sommer 1936. Danach führte er bis Ende September 1937 den SD-Unterabschnitt Franken mit Dienstsitz in Nürnberg, dann bis Ende September 1938 den SD-Oberabschnitt Nord in Stettin. Mit dem Anschluss Österreichs im März 1938 übernahm er zusätzlich in Personalunion noch den SD-Oberabschnitt Österreich in Wien. Von September 1939 an war er schließlich für den SD-Ober- bzw. ab September 1939 de SD-Leitabschnitt Ost in Berlin zuständig. Zum Kriegsbeginn waren die bisherigen SD-Oberabschnitte umbenannt und an die regionale Struktur der Wehrkreise angepasst worden.

## Zweiter Weltkrieg

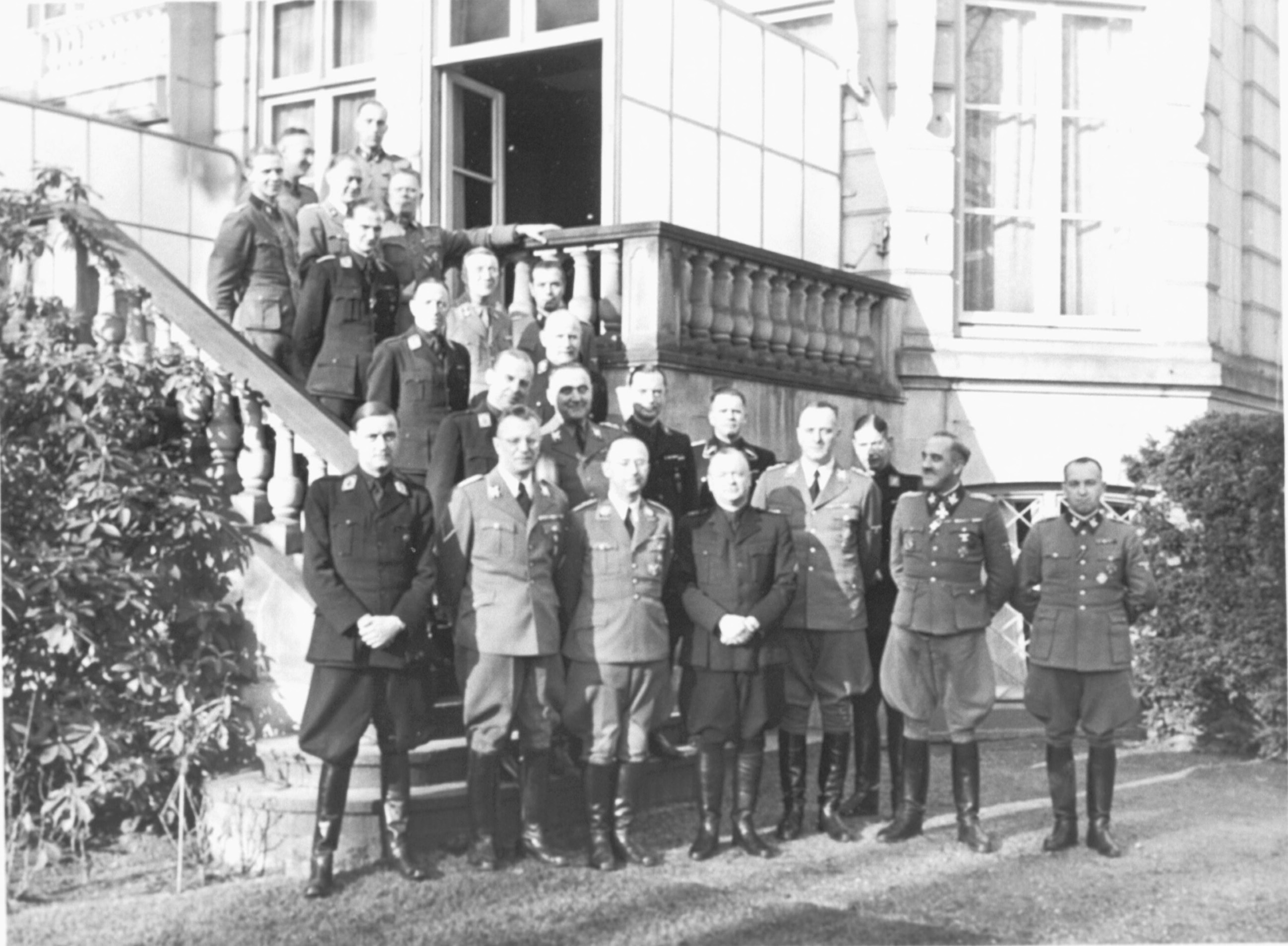
Erich Naumann (ganz rechts) beim Besuch von Heinrich Himmler in Den Haag am 31. Januar 1944

Beim Überfall auf Polen übernahm Naumann im Rahmen der „Intelligenzaktion“ innerhalb des „Unternehmens Tannenberg“ der Einsatzgruppen des Reichssicherheitshauptamtes die Führung der Einsatzgruppe VI, zur „Bekämpfung aller reichs- und deutschfeindlichen Elemente rückwärts der fechtenden Truppe“ und gleichzeitig zur möglichst umfassenden Vernichtung der polnischen Intelligenz. Die Einsatzgruppe VI. bestand aus den zwei Einsatzkommandos:
- Einsatzkommando 1/VI: SS-Sturmbannführer Franz Sommer
- Einsatzkommando 2/VI: SS-Sturmbannführer Gerhard Flesch

Mit der Versetzung von Paul Kanstein im April 1940 nach Dänemark übernahm er dann dessen Amt als Inspekteur der Sicherheitspolizei und des SD (IdS) für den Regionalbereich des Berliner Polizeipräsidiums. Sein Zuständigkeitsbereich erstreckte sich außerdem noch auf Stettin. Damit unterstand er, neben Heinrich Himmler und Reinhard Heydrich, ausschließlich dem Polizeipräsidenten von Berlin und war damit persönlicher Repräsentant „des Chefs der Sicherheitspolizei und des SD“ und „Führer, Erzieher und Betreuer der ihnen unterstellten Angehörigen der Sicherheitspolizei und des SD“. Mit diesem neuen Aufgabenbereich war er nicht in die polizeilichen Tätigkeiten bzw. deren verwaltungsmäßigen Strukturen eingebunden. Das primäre Handeln der IdS war Anfang 1940 neu geregelt worden und bestand nunmehr in der Vertretung und Wahrung der Interessen des Chefs der Sicherheitspolizei und des SD im Machtgefüge des NS-Systems, vor allem zur Ausprägung des „Staatsschutzkorps“. Die damit verbundenen Aufgaben zur Herstellung der Einheit von Gestapo, Kriminalpolizei und Sicherheitsdienst übte er bis Anfang September 1943 aus und wurde in dieser Funktion während seiner kriegsbedingten Abwesenheit von Januar 1941 bis April 1943 durch Otto Bovensiepen und 1943 kurzzeitig durch Wilhelm Bock vertreten. Als sein Nachfolger wurde am 4. September 1943 Humbert Achamer-Pifrader in das Amt des IdS eingesetzt. Nach dem Wechsel nahm Naumann zunächst mit der SS-Division Totenkopf am Westfeldzug teil.
Nach dem Überfall auf die Sowjetunion gehörte Naumann ab Sommer 1941 als SS-Führer dem Stab der Einsatzgruppe B an und übernahm dort im November 1941 das Kommando als Nachfolger von Arthur Nebe. Die Einsatzgruppe B mordete im mittleren Frontabschnitt (Generalbezirk Weißruthenien). Den Massenexekutionen von Juden und Zigeunern fielen allein im März 1942 über 3.500 Menschen zum Opfer. Im Dezember 1942 meldete Naumann eine Gesamtbilanz von 134.298 Mordopfern nach Berlin, einen Monat zuvor war er zum SS-Brigadeführer und Generalmajor der Polizei befördert worden.
Von März 1943 bis Anfang September 1943 war er Inspekteur der Sicherheitspolizei und des SD im Wehrkreis II (Stettin). Von September 1943 und Mai 1944 war Naumann Befehlshaber der Sicherheitspolizei und des SD in den besetzten Niederlanden und politischer Referent beim dortigen Reichskommissar. Anschließend war er bis Kriegsende Inspekteur der Sicherheitspolizei und des SD im Wehrkreis XIII (Nürnberg).

## Nachkriegszeit und Prozess
Nach Kriegsende kam er unter Angabe eines Falschnamens kurzzeitig in alliierte Kriegsgefangenschaft. Nach seiner Entlassung war er als Arbeiter in der Landwirtschaft tätig und wurde im April 1947 festgenommen und verhört. Danach wurde er im Nürnberger Einsatzgruppen-Prozess angeklagt und am 10. April 1948 zum Tode durch den Strang verurteilt. Für ihn und seine Mittäter bat am 9. Januar 1951 eine Abordnung des Deutschen Bundestages, darunter dessen Präsident Hermann Ehlers (CDU) und der Völkerrechtler Carlo Schmid (SPD), den amerikanischen Hochkommissar John McCloy um Gnade. „Es möge auch der Rest der Landsberger freigelassen werden, da deren Bestrafung eine schwere Belastung des Wiederbewaffnungsproblems darstellte.“
Am 7. Juni 1951 wurde Naumann zusammen mit den Mittätern im Massenmord Oswald Pohl, Otto Ohlendorf, Paul Blobel und Werner Braune im Kriegsverbrechergefängnis Landsberg hingerichtet.
50 Jahre nach der Hinrichtung, kurz vor dem 7. Juni 2001, ließ die Anstaltsleitung von Landsberg die Grabkreuze auf dem Spöttinger Friedhof überholen, mit einem Kupferdach versehen und sorgte für einen einheitlichen Blumenschmuck. 2003 wurde der Friedhof nach Protesten aus der Bevölkerung entwidmet, die Namensschilder wurden von den Grabkreuzen entfernt.